# Alberto Morosini
Alberto Morosini (n. 12?? - f. post. 1302) fue un Patricio veneciano.
Descendiente de una importante familia veneciana, era el hijo de Miguel Morosini.
Su hermana Tomasina Morosini, fue la esposa de Esteban el Póstumo de Hungría.
Alberto desempeñó un papel importante en la vida política de la Venecia contemporánea, por ejemplo en 1281 fue Podestà de Treviso. En 1284 los habitantes de Pisa, que estaban ese momento en guerra con Génova, lo eligieron su Podestá.
Alberto Morosini dirigió a las tropas pisanas en la Batalla de Meloria el 6 de agosto de 1284. Los pisanos fueron derrotados, y su comandante fue herido y hecho prisionero.